# Politik och diplomati under första världskriget
Krigsutbrottet medförde att alla partistrider upphörde i Storbritannien; i kabinettet inkallades som krigsminister lord Kitchener. I Frankrike bildades den 27 augusti en nationell försvarsregering av ledande män från skilda partier (René Viviani premiärminister, Aristide Briand justitie-, Théophile Delcassé utrikes-, Alexandre Millerand krigs-, Alexandre Ribot finansminister, två socialistiska ministrar, Sembat och Jules Guesde, med flera). När Paris syntes hotat av de anryckande tyskarna, flyttades 2 september regeringssätet till Bordeaux, men 8 december återvände regeringen till Paris. Belgiska folkets enighet betonades genom socialisten Émile Vanderveldes inträde i regeringen i augusti); när tyskarna besatte nästan hela landet flyttades regeringens säte i oktober till Le Havre. 
Även i Tyskland framkallade krigsutbrottet nationella enighetsdemonstrationer, i vilka också socialisterna deltog. Osäkrare var sammanhållningen i Österrike, där regeringen av hänsyn till de tjeckiska, sydslaviska och ukrainska folkelementens hållning fann klokast att inte sammankalla parlamentet; däremot fortgick i Ungern det parlamentariska livet utan missljud. Den ryske överbefälhavaren storfurst Nikolaj Nikolajevitj sökte 15 augusti genom ett manifest till polackerna om framtida autonomi under rysk spira försäkra sig om deras lojalitet, men möttes av kylig misstro; lika liten framgång hade trevande tyska maningar till polsk folkresning mot ryssarna. Misslyckade var även osmanernas på tysk inrådan företagna försök att genom proklamering av "det heliga kriget" framkalla resningar i Egypten och bland de allierade makternas muslimska undersåtar.

## Ententens krigsmål
Storbritannien, Frankrike och Ryssland förband sig genom en 5 september 1914 undertecknad deklaration i London att inte ingå separatfred och att inbördes samråda före framläggandet av några fredsvillkor. I allmänna drag formulerades ententens krigsmål i ett tal av brittiske premiärministern H. H. Asquith den 9 november, vari han förklarade, att Storbritannien "ej skulle sticka svärdet i skidan, innan Belgien återfått allt och mer än allt vad det offrat, innan Frankrike var tillräckligt tryggat mot anfallshot, innan de små nationernas rätt ställts på oangriplig grundval och innan Preussens militära herravälde till fullo och slutgiltigt förstörts". Häftiga anklagelser mot tysk krigföring i Belgien och Frankrike under krigets första månader framställdes och bidrog väsentligt att i Storbritannien och Frankrike framkalla nationalhat mot alla tyskar samt att mot dem påverka opinionen i de neutrala länderna,

## De neutrala staternas sjöfart
De neutrala staternas sjöfart hade redan under krigets första månader avsevärt lidit genom de krigförandes avsteg från gällande sjökrigsrätt, sådan denna sammanfattats i Londondeklarationen av 1909; särskilt gällde detta tyskarnas mineringar i Nordsjön och Storbritanniens därpå följande förklaring (2 november) av Nordsjön som "militärt område". Ytterligare ökades dessa de neutralas besvärligheter genom den tyska förklaringen av 4 februari 1915 om farvattnen runt de brittiska öarna som krigsområde, där även neutrala fartyg löpte fara att sänkas, samt en brittisk "Order in council" av 11 mars samma år om kontroll för att hindra skeppsfart till och från Tyskland. Mot bägge dessa åtgärder avgavs från neutralt håll resultatlösa protester. Vid sänkandet av de brittiska passagerarångarna "Lusitania" (7 maj) och "Arabic" (26 augusti) omkom även amerikanska medborgare, och notväxlingen därom mellan Förenta staterna och Tyskland ledde till tyskt villkorligt löfte (1 september) att inte sänka passagerarfartyg utan varning och utan tryggande av icke-kombattanters liv. Förenta staterna hävdade (april) mot Tyskland sin rätt att sälja ammunition till de krigförande allierade och fann sig i ententemakternas vägran att medge export av livsmedel till den civila befolkningen i centralmaktsstaterna.
Stark spänning mellan Förenta staterna och centralmakterna framkallades av tyska agenters anbringande av bomber och helvetesmaskiner på ammunitionslastade amerikanska fartyg och framkallandet av strejker vid amerikanska ammunitionsfabriker (återkallande, under påtryckning från Washington, av österrikiske ambassadören Dumba i oktober och av de tyska militär- och marinattachéerna Franz von Papen och Boy-Ed i december 1915).

## Flera staters inträde i kriget
Våren 1915 fördes, under medverkan av tyske ambassadören i Rom furst Bernhard von Bülow, livliga underhandlingar mellan Österrike-Ungern och Italien om österrikiska landavträdelser till Italien som pris för dess fortsatta neutralitet, österrikiske utrikesministern Berchtold avgick till följd därav i januari och ersattes av den medgörligare baron Stephan Burián men ententemakternas anbud till Italien överträffade vad som kunde bjudas från Wien, och den 23 maj förklarade Italien krig mot Österrike-Ungern; krigsförklaring mot Osmanska riket följde 27 augusti, men med Tyskland gick man tills vidare inte längre än till avbrytande av de diplomatiska förbindelserna. Japan anslöt sig i oktober och Italien i november till avtalet av 5 september 1914 mellan de allierade om att inte avsluta separatfred. Centralmakterna å sin sida vann en ny bundsförvant i Bulgarien, som trotsade ett ryskt ultimatum (av 4 oktober) om brytning inom 24 timmar med "den slaviska sakens fiender" och 13 oktober gick till anfall mot Serbien.

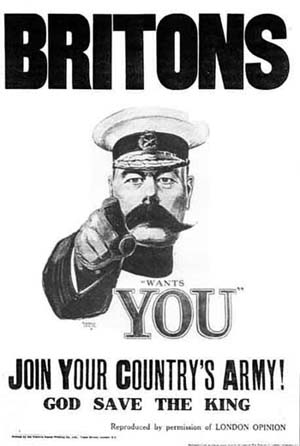
Lord Kitchener (1850-1916) på en affisch där britterna uppmanas att söka värvning i armén. Kitchener inkallades som krigsminister vid krigsutbrottet.

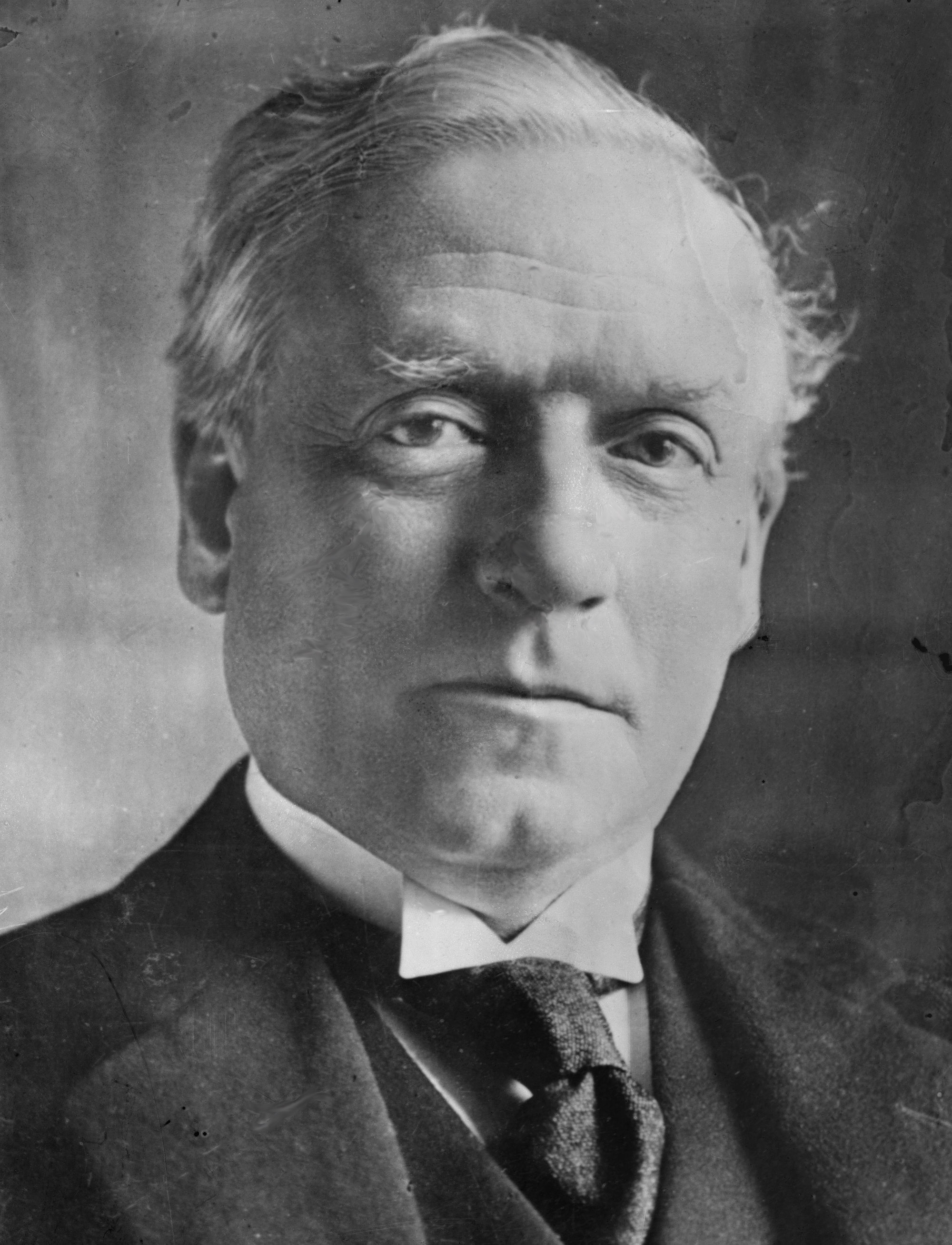
H. H. Asquith (1852-1925), brittisk premiärminister 1908-1916.

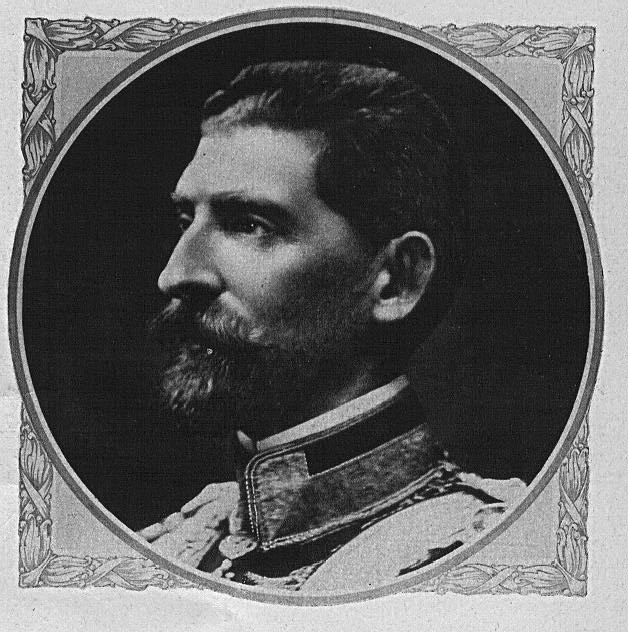
Ferdinand I (1865-1927), kung av Rumänien 1914-1927.

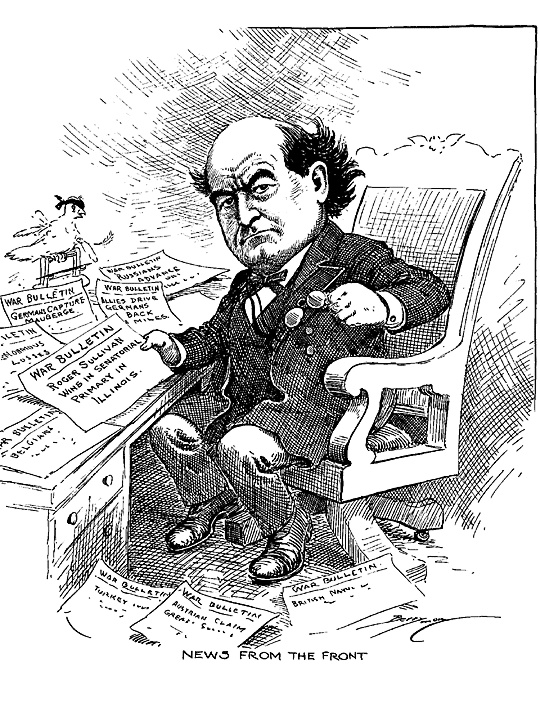
En karikatyrteckning från 1914 av den amerikanske utrikesministern William Jennings Bryan läsande nyheter från krigsfronten. Papperet han håller i handen säger "Krigsbulletin. Roger Sullivan vinner primärvalet till senaten i Illinois." Övriga papper som är spridda runt omkring är krigsbulletiner från första världskriget. Texten under bilder säger "Nyheter från fronten".

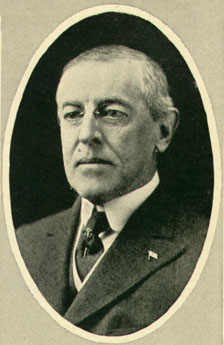
Woodrow Wilson (1856-1924), amerikansk president 1913-1921.

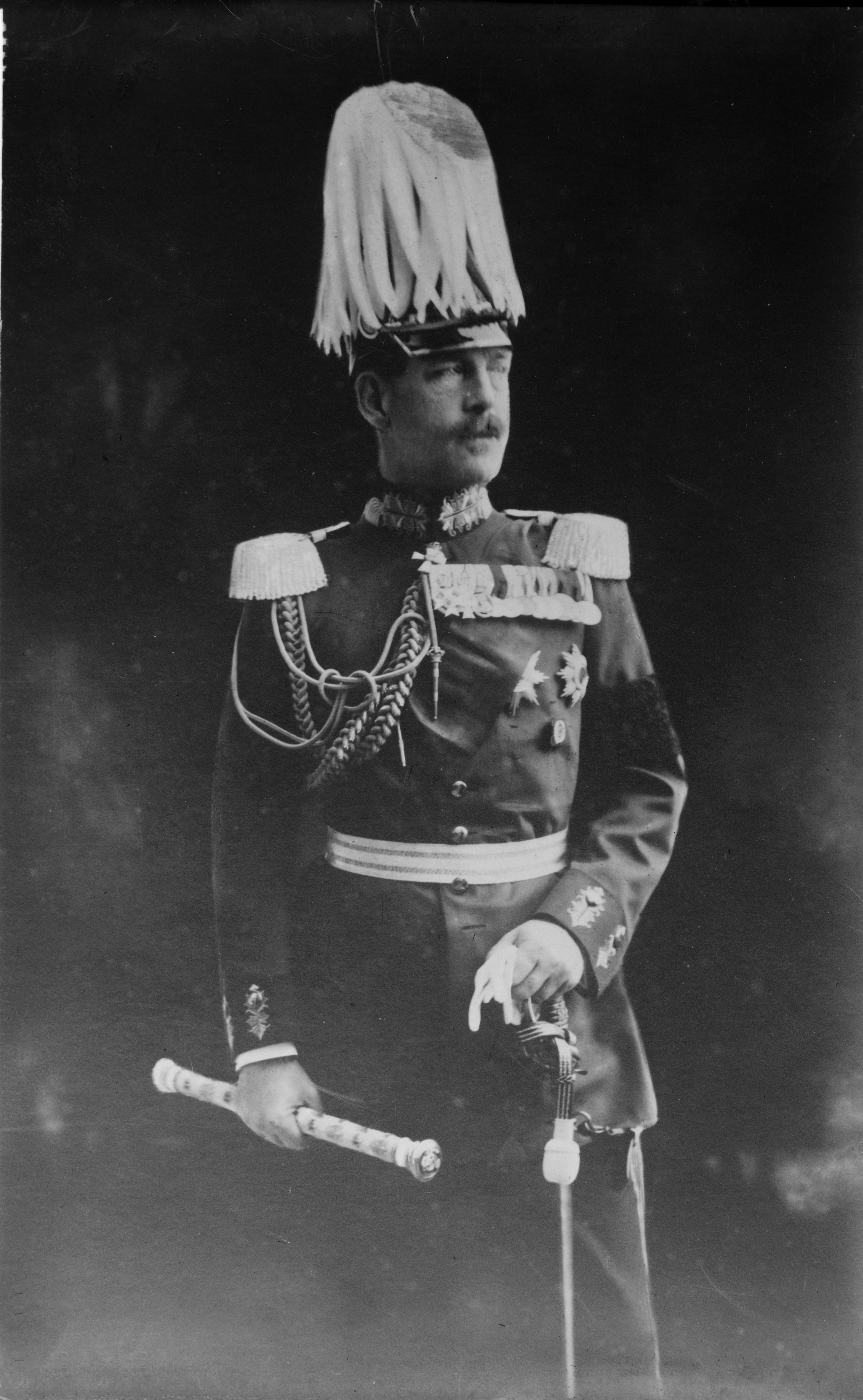
Konstantin I (1868-1923), kung av Grekland 1913-1917 och 1920-1922.

I Grekland hade konseljpresidenten Eleutherios Venizelos 5 mars avgått, då han inte mot kung Konstantin I:s motstånd kunnat genomdriva grekiskt deltagande i ententens anfall mot Dardanellerna. Återkallad till makten den 23 augusti efter seger vid nyvalen till parlamentet, hade han anmodat ententemakterna att genom trupplandsättning i Saloniki, på grekiskt område komma Serbien till hjälp, men kung Konstantin I:s fredspolitik tvingade honom 5 oktober att avgå, och Greklands neutrala hållning försvårade i hög grad de i Saloniki landsatta fransk-engelska truppernas hjälpaktion åt det hårt ansatta Serbien. Betänkligheter mot denna expedition föranledde 13 oktober franske utrikesministern Théophile Delcassé att avgå, och därav vållades kort därpå ministärombyte i Frankrike: Aristide Briand bildade 28 oktober ny ministär (Briand själv utrikes-, René Viviani justitie-, general Joseph Gallieni krigsminister, "de ärorika gubbarna" Charles-Louis de Saulces de Freycinet, Émile Combes, Denys Cochin och Jules Guesde ministrar utan portfölj).
I Storbritannien hade kravet på större energi i krigföring och ammunitionstillverkning lett till den liberala ministärens ersättande 3 juni med en koalitionsregering under H. H. Asquiths ledning, bestående av 12 liberaler, däribland David Lloyd George som ammunitionsminister, 8 unionister, varibland Arthur James Balfour, Bonar Law, Henry Lansdowne, Austen Chamberlain, Edward Carson och George Curzon, en representant för arbetarpartiet (Arthur Henderson) och lord Kitchener. För att få fart i den frivilliga rekryteringen ställdes den i oktober under ledning av lord Derby, som igångsatte en livlig rekryteringskampanj. Då denna inte vann avsedd framgång, antogs i januari 1916 en lag om allmän värnplikt, vilken i maj följdes av en ny och mera genomgripande värnpliktslag, som av politiska skäl dock inte utsträcktes till att gälla även Irland. Där utbröt i Dublin den 24 april påskupproret, anstiftat av Sinn Féin och åsyftande en oberoende irländsk republik. Sinnfeinarna, vilkas uppror snart kuvades, hade till och med inte tvekat att för sina syftens främjande inleda förbindelser med Tyskland. Efter lord Kitcheners död den 5 juni, då kryssaren "New Hampshire" sänktes av tyskarna, blev David Lloyd George (6 juli) krigsminister, och hans krav på mera energisk krigföring ledde 10 december till ministärens rekonstruktion under David Lloyd George som premiärminister: Henry Lansdowne och 11 liberala ministrar, däribland utrikesministern Edward Grey, avgick, Arthur James Balfour blev utrikes-, lord Derby krigsminister, Bonar Law finansminister och ledare i underhuset, varjämte krigsärendenas ledning uppdrogs åt ett "krigskabinett" på blott 4 medlemmar (David Lloyd George, George Curzon, Alfred Milner, Arthur Henderson). 
Ententemakterna vann 1916 anslutning av Rumänien, där Ferdinand I hade efterträtt Carol I, som den 27 augusti förklarade Österrike-Ungern krig "för att påskynda krigets avslutning och trygga sina nationella intressen"; samma dag förklarade Italien omsider krig mot Tyskland. Tyskland fick ett par dagar senare en kraftigare krigsledning (Paul von Hindenburg och Erich Ludendorff). Rumäniens inträde i kriget fick inte åsyftad verkan, utan snart nog erövrades större delen av landet av den tyska armén under August von Mackensen och Erich von Falkenhayn (Bukarest intogs den 6 december). Däremot bröts Greklands motstånd mot ententepolitiken, i det att Eleutherios Venizelos i augusti upprättade en av Aten oberoende regering i Saloniki och kung Konstantin I genom en skoningslös blockad av grekiska hamnar i januari 1917 nödgades medge sin armés överföring till Morea, där den inte längre utgjorde något hot mot ententearmén i Saloniki, varjämte spillrorna av den serbiska armén reorganiserades på ön Korfu, där serbiska regeringen även fick sitt säte. Redan i januari 1916 hade österrikiska trupper besatt Montenegro, vars regering fick en fristad i Frankrike. En ny bundsförvant fick ententen i Portugal, vars åtgärd att i februari 1916 beslagta där internerade tyska fartyg besvarades med tysk krigsförklaring den 6 mars. Sista återstoden av det osmanska väldet över Arabien försvann, då scharifen av Mecka i juni förklarade sig oberoende och senare under brittiskt beskydd där grundlade kungariket Hijaz.
I Tyskland hade i mars, då regeringen inte ville besluta sig för hänsynslöst ubåtskrig, sjöministern Alfred von Tirpitz avgått och efterträtts av amiral von Capelle. En ny skarp notväxling med Förenta staterna efter sänkandet av franska ångaren "Sussex" den 24 mars, varvid några amerikaner omkommit, ledde i maj till ny tysk villkorlig eftergift, enligt vilken sänkningar av handelsfartyg inte skulle ske utan varning, om dessa inte vid prejning tog till flykten eller gjorde motstånd. Tyskland hoppades att Förenta staterna skulle förmå motsidan till folkrättsenlig sjökrigföring och förbehöll sig att, om detta inte lyckades, återtaga sin handlingsfrihet. I Ryssland avgick i juli utrikesministern Sergej Sazonov, då han inte lyckats genomdriva en otvetydig regeringsförklaring om polsk autonomi. Centralmakterna överraskade i stället den 5 november med en förklaring att Polen skulle bli en oberoende konstitutionell monarki, varvid dock skarpt betonades att Tysklands polska landsdelar inte fick förenas med det återupprättade polska riket. Kejsar Frans Josef avled kort därefter (21 november), och efterträdaren kejsar Karl I lät snart tydligt framskymta, att han önskade krigets avslutning genom en samförståndsfred, och tog i december till utrikesminister den för en sådan fred ivrande greve Ottokar Czernin. På österrikiskt initiativ framkom centralmakterna den 12 december med formellt anbud om inledande av fredsunderhandlingar, och den 20 december riktade den amerikanske presidenten Woodrow Wilson till de krigförande en not med uppfordran till dem att klart ange sina krigsmål. Centralmakterna förklarade sig genast villiga till fredsunderhandlingar, dock utan att på förhand närmare precisera sina krigsmål, men de allierade lämnade avböjande svar såväl på centralmakternas fredsnoter som på Wilsons not. Wilson kommenterade i ett tal till senaten den 22 januari 1917) svaren och uttalade därvid sin övertygelse, att kriget borde sluta med "fred utan seger", för att varaktig försoning skulle kunna åstadkommas.

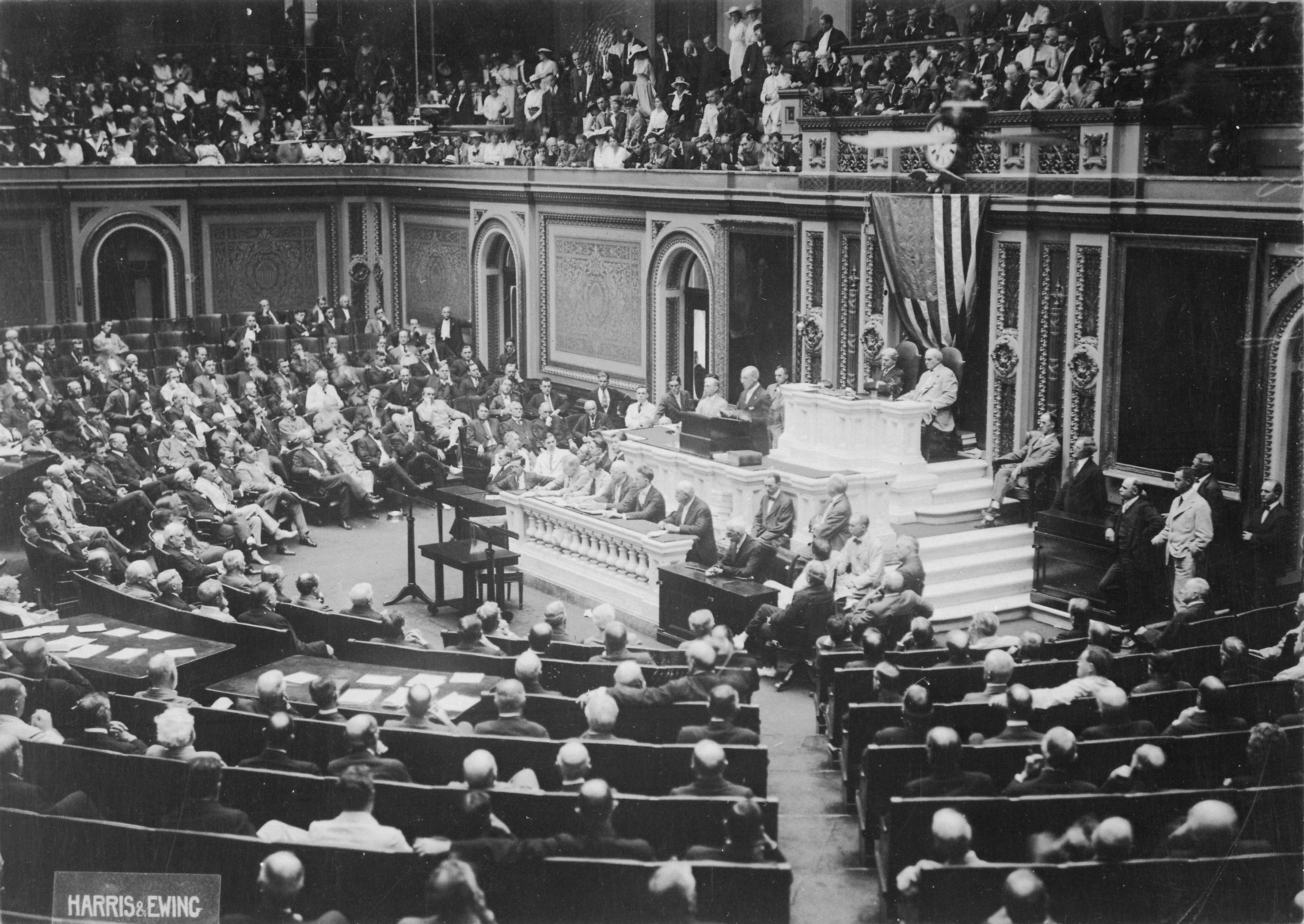
USA:s president Woodrow Wilson talar inför kongressen den 3 februari 1917 och tillkännager att landet denna dag bryter de diplomatiska förbindelserna med Tyskland.

Då centralmakterna fann att fienden bestämt motsatte sig öppnandet av fredsunderhandlingar, tillgrep de som yttersta medel det s.k. "oinskränkta ubåtskriget", fastän de insåg att Förenta staternas inträde i kriget på motsidan därav skulle föranledas. Tyska regeringen bebådade i en not till Förenta staterna den 31 januari 1917 den nya sjökrigföringens tillämpning från 1 februari. Redan den 3 februari svarade Wilson med att avbryta de diplomatiska förbindelserna med Tyskland, och den 5 april avgavs den amerikanska krigsförklaringen. (Mot Österrike-Ungern förklarade Förenta staterna krig den 7 december. Osmanska riket avbröt i april de diplomatiska förbindelserna, men med Bulgarien upprätthölls de utan avbrott.) Wilsons försök att förmå alla neutrala stater till att samtidigt med Förenta staterna avbryta de diplomatiska förbindelserna med Tyskland strandade på de europeiska neutralas motstånd; däremot följde ett stort antal utomeuropeiska stater Förenta staternas föredöme. Sålunda avbröt Kina 14 mars de diplomatiska förbindelserna och förklarade 13 augusti krig mot Tyskland och Österrike-Ungern. Krig förklarades även av de av Förenta staterna beroende republikerna Panama (10 april), Kuba, Liberia (4 augusti) och Dominikanska republiken samt (även mot Österrike-Ungern) av Siam (juli). Brasilien avbröt den 10 april förbindelserna med Tyskland och förklarade krig i oktober. Likaså avbröts förbindelserna av Honduras, Nicaragua, Guatemala, Bolivia, Peru, Costa Rica, Ecuador och Uruguay. Av dessa skred sedermera Guatemala (20 april 1918) och Costa Rica (25 maj 1918) även till krigsförklaring.
Krigsförklaringarna åtföljdes av beslagtagande av tyska fartyg m m. samt i några fall av tyska undersåtars internering eller utvisning. Militärt hade dessa många krigsförklaringar, den amerikanska naturligtvis undantagen, ringa eller ingen betydelse, men de var led i en strävan att efter fredsslutet fortsätta det ekonomiska kriget mot Tyskland, varom tidigare förhandlats på en inter-allierad ekonomisk konferens i Paris i juni 1916. Redan 1915 hade Ryssland i ett hemligt avtal med Frankrike och Storbritannien tillförsäkrat sig deras löfte att Ryssland vid fredsslutet skulle erhålla Konstantinopel och Dardanellerna, 1916 hade avtal träffats om uppdelning av större delen av det Osmanska rikets asiatiska del, och i februari 1917 fick Frankrike Rysslands löfte om stöd vid fredsslutet för annektering av Saarområdet och upprättandet av en buffertstat väster om Rhen (mot att Ryssland skulle få fria händer i fråga om landförvärv vid sin västgräns). Dessa beräkningar korsades emellertid av den ryska revolutionen i mars 1917 (se Rysslands historia) som störtade det ryska självhärskardömet (kejsaren abdikerade den 15 mars) och slutligen fick till följd Rysslands utträde ur krigsförbundet.

## Förhållandet inom staterna
Efter den med svårighet åstadkomna ryska offensiven mot Galizien sommaren 1917 växte den revolutionära upplösningen i de ryska arméerna till den grad att tyskarna inte längre behövde befara nya ryska anfall mot sin östfront, och de med allt större skärpa framträdande ryska arbetarkraven på omedelbar fred "utan annexioner eller kontributioner" bragte en viss oreda i de allierades formulering av sina krigsmål samt främjade den i Storbritannien och Frankrike begynnande, mestadels av socialister uppburna, rörelsen för uppställande av mindre imperialistiska fredsvillkor. 
Tyska och österrikisk-ungerska regeringarna däremot uttalade livliga sympatier för de nya ryska strävandena för en moderat samförståndsfred, och från holländsk-skandinaviskt socialisthåll gjordes sommaren 1917 stora ansträngningar för att åstadkomma en internationell socialistkongress i Stockholm för uppställande av ett allmänt socialistiskt fredsprogram. De allierades (ävensom Förenta staternas) vägran att ge pass åt delegerade till en förberedande konferens hindrade den stora kongressplanens förverkligande, men från många länder ankom socialistiska delegerade till Stockholm och delgav den holländsk-skandinaviska kommittén sin uppfattning om den kommande fredens gestaltning.

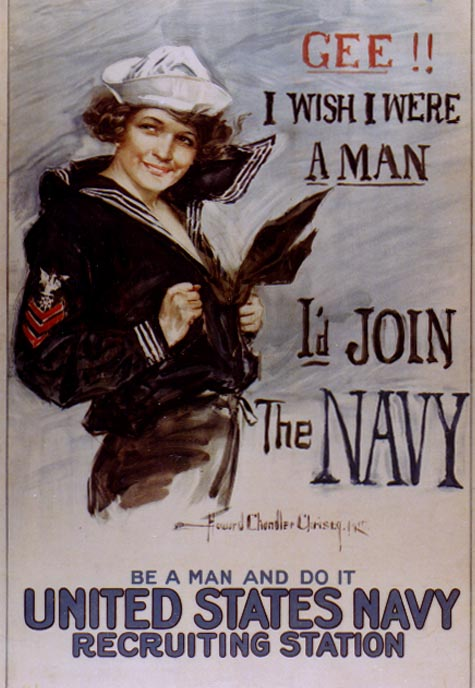
Amerikansk rekryteringsaffisch till flottan från 1917.

Under österrikisk påverkan kom fredsfrågan i juli även å bane inom tyska riksdagen (jfr Matthias Erzberger), som den 19 juli antog en resolution till förmån för samförståndsfred och mot alla landförvärv genom våld. Samtidigt genomdrev emellertid den tyska krigsledningen att rikskanslern Theobald von Bethmann Hollweg störtades den 14 juli, och dennes oskicklige efterträdare Georg Michaelis accepterade visserligen riksdagens fredsresolution, men endast i sin egen tolkning, vilken inte uteslöt smärre landförvärv av strategisk eller ekonomisk betydelse.

## Fredstrevare
Ett fredsinitiativ av påven Benedictus XV i augusti 1917 avvisades av de allierade och Förenta staterna, men rönte sympatiskt mottagande på centralmaktshåll och framkallade där grundlösa förhoppningar om möjligheten att få till stånd förberedande fredsunderhandlingar. Man lät till och med den brittiska regeringen genom spansk diplomatisk förmedling veta att Tyskland önskade göra ett meddelande om fred (september), men Storbritanniens svar uppmuntrade inte till sakens fullföljande. Även hos förre franske konseljpresidenten Aristide Briand gjordes en fredstrevare med negativt resultat, och österrikisk-ungerske utrikesministern Ottokar Czernin var ivrigt verksam för att uppnå kontakt i fredssyfte med franska regeringen (bl.a. genom greve Revertera). Kejsar Karl I själv gick vida längre med sin svåger prins Sixtus av Bourbon som mellanhand ("Sixtusbreven"); han handlade därvid delvis bakom sina ansvariga rådgivares rygg och lyckades endast framkalla förhoppningar på ententesidan, att förbundet mellan Tyskland och Österrike-Ungern skulle falla sönder. Kejsar Karl I uttalade sig härvid i sina brev så oförsiktigt, att han sedermera för att undgå brytning med Tyskland inte såg annan utväg än att ömkligen förneka äktheten av vissa bland sina i skrift gjorda uttalanden. Fredstrevarperioden slöts genom ett riksdagsuttalande av den nye tyske utrikesministern Richard von Kühlmann den 9 oktober, att Tyskland aldrig skulle ge efter i fråga om de franska kraven på Elsass-Lothringen. Som tysk rikskansler avlöstes Georg Michaelis den 31 oktober av den ålderstigne dittillsvarande bayerske ministerpresidenten greve Georg von Hertling.
Även i Frankrike inträffade 1917 flera ministerkriser. Aristide Briand avgick i mars, och den nya ministären Ribot höll sig endast ett halvår (19 mars-7 september). Därpå följde en kortvarig ministär Painlevé (13 september-13 november; utan socialistisk medverkan och med först Alexandre Ribot och sedan Louis Barthou som utrikesminister). Stadga i de parlamentariska förhållandena vanns först med ministären Clemenceau (med Stephen Pichon som utrikesminister), vilken energiskt satte segern som sitt enda mål och med hänsynslös skärpa ingrep mot alla till tveksamhet i denna punkt medvetet eller omedvetet förledande, så kallade défaitister ("nederlagsmän"; riksrättsåtal mot förre inrikesministern Malvy och mot Joseph Caillaux, avrättning av Paul Marie Bolo med flera).
Även i Italien konsoliderades under återverkan av höstens svåra militära motgångar regeringsmakten genom ministären Orlando-Sonnino i oktober. På Greklands vacklande hållning gjordes slut, då den dit som överkommissarie sände franske politikern Jonnart i juni under hot om trupplandsättning genomdrev kung Konstantin I:s avlägsnande och den på tronen uppsatte unge kungen Alexander förmåddes återkalla Eleutherios Venizelos, vilken därefter som faktisk diktator genomförde Greklands fullständiga brytning med centralmakterna.

## Separatfreder

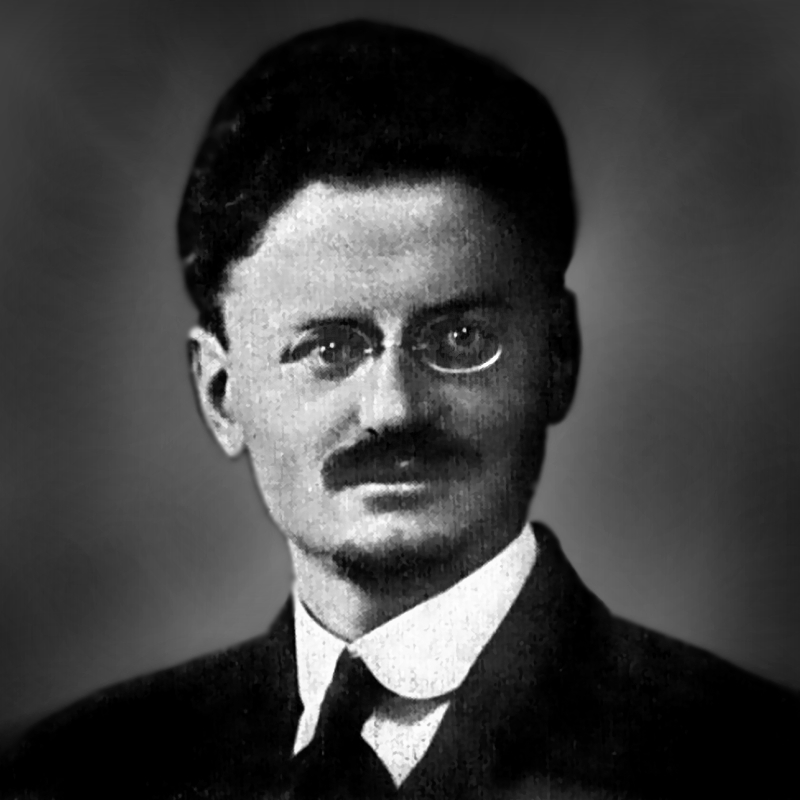
Lev Trotskij (1879-1940).

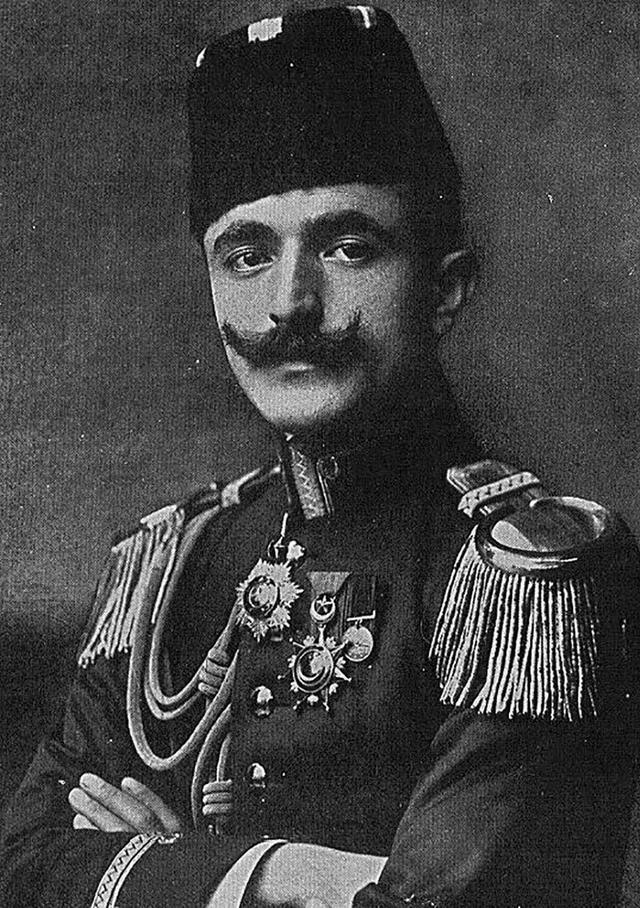
Enver Pascha (1881-1922), osmansk generalstabschef och krigsminister 1914.

I detta avsnitt, se vidare Trianonfreden | Brest-Litovskfreden.
Bolsjevikernas seger i Ryssland (se Rysslands historia) den 7 november 1917 följdes av förslag till centralmakterna om stillestånd för inledande av underhandlingar om allmän fred. Stilleståndet ingicks den 15 december på 28 dagar med automatisk förlängning och en veckas uppsägning. Sedan man på förhandlingsorten Brest-Litovsk först ajournerat förhandlingarna 10 dagar för att ge de allierade tillfälle att deltaga, men dessa lämnat en anmodan därom obesvarad, vidtog i januari 1918 på allvar förhandlingarna med Lev Trotskij som främste ryske, von Kühlmann och Czernin som centralmakternas ledande underhandlare. Ryssarna sökte först begagna tillfället till indirekt propaganda, men då centralmakterna den 9 februari slöt separatfred med Ukraina,  ändrade Trotskij taktik och sökte komma undan besvärliga avträdelsekrav genom att 10 februari förklara kriget för Rysslands del upphört utan fredsslut. Centralmakterna betraktade denna förklaring som en indirekt uppsägning av stilleståndet och började 18 februari ny offensiv med följden att sovjetregeringen, som var urståndsatt att göra nämnvärt väpnat motstånd, beslöt underkasta sig centralmakternas villkor obesedda för att på så sätt vinna "en andhämtningspaus".
Centralmakternas fred med Ryssland undertecknades i Brest-Litovsk den 3 mars och innebar bl.a. fullständig utrymning av Finland, Estland, Livland, Kurland, Litauen och Ukraina samt återlämnande till Osmanska riket av de 1878 erövrade provinserna Ardahan, Kars och Batum. Finland, som i december 1917 förklarat sig självständigt, hade redan av sovjetregeringen erkänts som sådant, och randstaterna skulle få hållas ockuperade av tyskarna till dess de själva, utan rysk medverkan, bestämt om sin framtid. Därmed hade Tyskland definitivt undsluppit att behöva föra tvåfrontskrig och kunde nu koncentrera sina återstående krafter på den stora västfrontoffensiven, som började 21 mars 1918. En hjälpexpedition till Finland (mars-maj) bidrog emellertid väsentligt till undertryckandet av det där sedan slutet av januari pågående "röda" upproret och påskyndade i samband därmed Finlands utrymning av där ännu kvardröjande ryska stridskrafter, och särskilt i Ukraina nödgades tyskar och österrikare även anlita trupper för fredsvillkorens genomförande.
Den efter fredsslutet återupptagna diplomatiska förbindelsen med Ryssland underlättade för bolsjevikerna igångsättandet av revolutionär propaganda i Tyskland, varigenom "den inre frontens" styrka märkbart försvagades under sommarens och höstens avgörande strider på västfronten.

## Centralmaktsförbundets sprängning
Centralmakternas sista diplomatiska framgång var avslutandet av preliminärfred i Buftea den 5 mars och slutlig fred i Bukarest den 7 maj med Rumänien på synnerligen hårda villkor för detta land. Bulgarisk-osmansk oenighet om en del av bytet, norra Dobrudzja, blev en svår påfrestning för centralmaktsförbundets sammanhållning, och den tyskvänlige bulgariske ministerpresidenten Vasil Radoslavovs avgång i juni med anledning av Dobrudzjafrågan förebådade Bulgariens avfall. Den nye ministerpresidenten Alexander Malinov skyndade efter de allierades stora framgångar i den nya, 15 september påbörjade Salonikioffensiven att ingå stillestånd med ententen den 28 september och därvid bland annat upplåta bulgariskt område till bas för fortsatta operationer mot de återstående centralmakterna. Osmanska rikets avfall var nu bara en tidsfråga, och i Österrike, där Ottokar Czernin i samband med avslöjanden om "Sixtusbreven" i april som utrikesminister avlöstes av István Burian, växte kravet på nya, enträgna fredsanbud och tilltog jäsningen bland de tjeckoslovakiska och jugoslaviska befolkningselementen, vilka av de allierade numera öppet erkändes som förbundna nationer.

## Stillestånd
Tyske utrikesministern von Kühlmann hade 9 juli ersatts av amiral Hintze till följd av ett riksdagstal, vari han ansågs ha öppet erkänt, att militära framgångar inte ensamma kunde leda till avgörande i kriget. Den 30 september avgick även rikskanslern Georg von Hertling, och hans efterträdare, prins Max av Baden, som bildat en parlamentarisk ministär med Solf som utrikesminister, den fredsivrande centerledaren Matthias Erzberger och socialisterna Philipp Scheidemann och David bland ministärens medlemmar, fann sig under påtryckning från krigsledningen nödsakad att 5 oktober telegrafiskt anmoda president Woodrow Wilson om att ta fredsverket i sin hand och till en början utverka omedelbart stillestånd. Motsvarande uppmaningar sändes samtidigt till Wilson även från de tre övriga centralmakterna, och därefter vidtog en telegrafisk notväxling mellan Berlin och Washington, som omsider ledde till Wilsons utfästelse att utverka stillestånd på grundvalen av hans med ett par modifikationer av de allierade godtagna allmänna fredsprogram. 
Stilleståndet med Tyskland ingicks 11 november, Österrike-Ungerns stillestånd avslöts 2 november, Osmanska rikets 30 oktober; i Tyskland och Österrike-Ungern hade under tiden monarkin fallit, och i Osmanska riket hade de ungturkiske krigsledarna Enver Pascha och Talaat Pascha avgått och satt sig i säkerhet.